# 馬場明男
馬場 明男（ばば あきお、1905年 - 1996年）は、日本の社会学者、文学博士。日本大学社会学科主任教授、日本社会学会理事、東京社会科学研究所常務理事。大教寺（東京都目黒区）第24代住職も務めた。

## 来歴
東京都に生まれる。1928年に日本大学法学部社会学科を卒業した。1977年に勲三等瑞宝章を受章。

## 著書

### 単著
- 『支那問題文献辞典』慶應書房、1940年
  - 海野力（編）『中国問題資料事典』日本図書センター、1977年の第5巻に復刻収録
- 『アメリカ社会学』明星大学出版部、1983年
- 『中国近代政治経済年表』国書刊行会、1980年
- 『中国問題文献辞典』国書刊行会、1980年
- 『社会学小史』大学教育社、1980年

### 共編著
- 『現代アメリカ社会学』（早瀬利雄との共編著）培風館、1954年
- 『マックス・ウェーバー文献目録』（斎藤正二、佐久間淳との共編著）エルガ、1966年
- 『疎外文献目録 和書・洋書』（斎藤正二、池田勝徳との共編著）桜楓社、1974年
- 『馬場明男先生回顧録』（海野力との共編著）海野力、2006年

### 翻訳
- G.C.ホーマンズ『Human group』（早川浩一との共訳） 培風館、1977年
- Melvin Seeman『疎外の意味について』大学教育社、1977